# Experiment IV
〈Experiment IV〉는 잉글랜드의 싱어송라이터 케이트 부시의 싱글이다. 1986년 10월 27일 컴필레이션 음반 《The Whole Story》의 싱글로 EMI 레코드를 통해 발매되었다. 영국 싱글 차트에서 23위를 기록하였다.

## 작업
핑크 플로이드의 〈The Happiest Days of Our Lives〉에 쓰인 헬리콥터 소리의 마스터 테이프를 사용하였다.
나이절 케네디가 바이올린에 참여하였다. 케네디는 《우건》에서 부시의 작품을 존경한다고 언급하였고, 그 방송을 부시의 어머니가 보고는 부시에게 전해주었으며, 케네디의 연주를 들은 부시가 케네디에게 노래를 보내면서 작업이 성사되었다.

## 반응
〈Experiment IV〉는 평단으로부터 미온적인 반응을 얻었다. 캐시박스는 "그녀의 타협하지 않는 예술성과 선구적인 실험주의가 결합"되었다고 호평했으며, 빌보드는 "우아하고 몽환적인 사운드의 소용돌이 뒤에는 스티븐 킹에 상응하는 스토리 라인이 있다"고 언급했다. 반면 스매시 히츠의 베리 매클러니는 "어디서나 보이는 곡조가 노래에서 보이지 않고, 그리고 곡조가 없는 케이트 부시는 정말로 차마 볼 수 없는 꼴이다"라고 부정적인 반응을 보였다. 레코드 미러의 로저 모튼은 "미끄러지는 기타와 속삭이는 듯한 목소리는 《지옥의 묵시록》의 고동치는 헬리콥터의 날개깃에서 희미해져 간다"라고 표현하였다. 뮤직 위크의 제리 스미스는 부시가 노래를 완벽하게 프로듀싱했다고 호평하였다. 넘버 원의 폴 심퍼는 〈Breathing〉와 같이 차트에서 큰 성공을 거두지 못할 것이라며 별 다섯 개 중 세 개로 평했다. 윌리엄 리스는 뉴 뮤지컬 익스프레스에서의 리뷰에서 〈Experiment IV〉를 〈Hounds of Love〉보다 더욱 절제되어 있고 차가운 느낌이라고 언급했다.
영국 싱글 차트에서 〈Experiment IV〉는 40위에 진입하여 최고 순위 23위를 기록하였으며, 총 4주 동안 차트에 머물렀다. 당시 차트 상위권에는 피처링으로 참여한 피터 가브리엘의 〈Don't Give Up〉이 있었다. 또한 12인치 싱글 차트에서는 13위를 기록했다. 영국 이외에도 아일랜드에서 12위, 핀란드에서 21위, 독일에서 최고 순위 50위를 기록했다.

## 곡 목록
모든 곡은 케이트 부시가 작사·작곡하였다.
7" 싱글 (영국)
| #  | 제목                              | 재생 시간 |
| -- | --------------------------------- | --------- |
| 1. | 〈Experiment IV〉                 | 4:21      |
| 2. | 〈Wuthering Heights〉 (new vocal) | 4:56      |

12" 싱글 (영국)
| #  | 제목                              | 재생 시간 |
| -- | --------------------------------- | --------- |
| 1. | 〈Experiment IV〉 (12" mix)       | 6:38      |
| 2. | 〈Wuthering Heights〉 (new vocal) | 4:56      |
| 3. | 〈December Will Be Magic Again〉  | 4:50      |

## 차트
| 차트 (1986)                     | 최고 순위 |
| ------------------------------- | --------- |
| 핀란드 (수오멘 비랄리넨 리스타) | 21        |
| 독일 싱글 차트                  | 50        |
| 아이리시 싱글 차트              | 12        |
| 영국 싱글 차트                  | 23        |